# Малые половые губы
Ма́лые половы́е гу́бы (лат. labia minora pudendi) — часть женских наружных половых органов (вульвы), представляющая собой две тонкие складки видоизменённой кожи, внешне напоминающие слизистую преддверия влагалища, расположенные в продольном направлении внутри от больших половых губ.
Некоторые виды практикуемой в ряде стран калечащей процедуры женского обрезания затрагивают половые губы, которые могут быть удалены или уменьшены. Уменьшение малых половых губ (лабиопластика) производится и в западной медицине. В Руанде женщины искусственно удлиняют малые губы, что, по их мнению, усиливает чувственность.

## Строение
Малые половые губы такого же цвета, как и внутренняя поверхность больших половых губ; у девушек они часто ярко-розового цвета. Своими свободными краями они иногда выступают через половую щель. Основание малых половых губ отделено от больших половых губ межгубной бороздкой.
Передний участок каждой из малых половых губ разделяется на две ножки — латеральную и медиальную, образующие кожный покров способного к эрекции чрезвычайно чувствительного женского эрогенного органа — клитора, точнее, его наружной части — головки. Как и кожный покров головки гомологичного клитору мужского полового члена, покров головки клитора называют крайней плотью. Она соединяется с головкой также перемычкой, называемой уздечкой. Медиальные ножки обеих малых половых губ, соединяясь между собой и прикрепляясь с задней стороны к головке клитора, образуют уздечку клитора (frenulum clitoridis), а обе латеральные ножки, соединяясь на тыле клитора, образуют со стороны его верхней поверхности крайнюю плоть клитора (preputium clitoridis). Приблизительно на середине внутренней поверхности больших губ можно видеть, как малые половые губы сзади постепенно сливаются с большими или соединяются одна с другой, образуя уздечку половых губ (frenulum labiorum pudendi).
В толще малых половых губ залегают венозные сосуды, напоминающие собой пещеристые тела, нервы, артерии, а также эластические волокна и гладкие мышечные волокна; в кожном покрове имеются сальные железы. Иннервация: срамной нерв (nervus pudendus internus), поясничное сплетение (plexus lumbalis), тазовое сплетение (hypogas-tricus). Кровоснабжение: половые артерии (arteria pudendae). Края малых половых губ бывают ровными и гладкими или сморщенными, сворачивающимися. Малые половые губы часто сравнивают с лепестками розы. Размеры малых половых губ индивидуальны для каждой женщины. В передней, наиболее широкой при разведении части, в среднем ширина малой половой губы составляет от 3 до 5 см. Являются важной эрогенной зоной, своеобразной «антенной клитора». При вагинальном сексе обеспечивают стимуляцию головки клитора посредством ритмического натяжения. Способны заметно набухать при возбуждении, что усиливает контакт интимных органов, увеличивает удовольствие для обоих партнёров. Более крупные малые половые губы не являются аномалией, если не приносят женщине физических неудобств.
В толще малых половых губ расположены сальные железы (лат. glandulae vestibulares minores), на внутренней стороне открываются протоки больших вестибулярных желёз.
Узде́чка половы́х губ (лат. frenulum labiorum pudendi) — поперечная складка кожи, соединяющая задние концы малых половых губ и ограничивающая преддверие влагалища.

## Возрастные изменения
Эмбриогенез
Развитие малых половых губ начинается у 8—9 недельного плода, когда образуются половые складки, из которых у плода женского пола развиваются малые половые губы, большие половые губы развиваются из полового валика.
Пубертатный период
В пубертатном возрасте происходят увеличение размеров малых и больших половых губ.
Период менопаузы
В период менопаузы вследствие гормональной перестройки организма происходит снижение пигментации и увлажнённости малых половых губ.

## Терминологические дискуссии
Долгое время малые и большие половые губы называли «малыми и большими срамными» (слово «срамной» в употреблении заменено на «половой», к примеру — «срамная щель»), однако в современной сексологии это устаревшее определение уже не используют. Термин «малые половые губы» является исторически сложившимся, но не вполне корректным, поскольку «малые» губы могут быть больше «больших»; и по статистике такое строение встречается достаточно часто (до 30 % женщин). Более корректными являются термины «наружные губы» и «внутренние губы». Именно они в основном используются в англоязычных странах.
У девочек, родившихся недоношенными, наблюдается недоразвитие больших половых губ и зияние малых.

## Функции

### Во время полового акта
Физическое наслаждение во время полового акта женщины испытывают в основном благодаря клитору. У подавляющего большинства женщин он является главной эрогенной зоной. Во время полового акта мужской половой член движется во влагалище и на головку клитора напрямую не воздействует (при вагинальном сексе возможна стимуляция ножек клитора и точки G). Если вагинальный секс не сопровождается прямой мануальной стимуляцией головки клитора, а такая стимуляция необходима значительной части женщин для достижения оргазма, то приятные ощущения женщина может испытывать благодаря тому, что происходит косвенная стимуляция головки клитора через прилегающие участки. Прежде всего это малые половые губы — они контактируют с мужским органом напрямую, оказываются вовлечены в движение и постоянно натягиваются и сминаются. Так как малые половые губы прикреплены к головке клитора, происходит передача возбуждающих стимулов на клитор посредством ритмического натяжения и подёргивания губ. Женщины вследствие этого испытывают наслаждение и оргазм.
Чувствительность на сексуальные раздражители у клитора выражена слабее полового члена. В отличие от реакции влагалища, кровенаполнение и эрекция клитора на прямое стимулирование возникает у большинства женщин. В фазе возбуждения при половом акте происходит наполнение кровью сосудов малых половых губ, они набухают, увеличиваются в размерах, что приводит к раздвиганию больших половых губ и незначительному удлинению функциональной длины влагалища. Также выделяемый секрет малых и больших желёз преддверия открывающихся протоками на внутренней стороне малых половых губ способствует, в дополнение к вагинальному секрету и предэякуляту, смазыванию и уменьшению трения полового члена о слизистую влагалища, предотвращая её травмирование. В фазе плато сексуального возбуждения женщины наблюдается гиперемия малых половых губ вплоть до свекольно-красного цвета, набухание губ приводит к втягиванию клитора в его капюшон, образованный ими же, что приводит к подтягиванию клитора ближе ко входу во влагалище (во время полового акта к соприкосновению набухшего клитора с половым членом). После оргазма, в фазе релаксации, происходит отток крови и расслабление малых половых губ.
Таким образом роль малых половых губ нельзя недооценивать, несмотря на то, что их собственная чувствительность меньше, чем у клитора.

### Во время родов
Во время родов малые половые губы участвуют в образовании крайнего наружного участка родовых путей.

## Малые половые губы в культуре

### Малые половые губы и мастурбация
Согласно исследованиям классиков сексологии (Masters, Johnson), малые половые губы являются третьим по значимости источником сексуальных ощущений после клитора и влагалища. Сами они в большинстве случаев менее чувствительны, чем клитор, но выполняют роль его своеобразной «антенны», то есть роль приёмника, передатчика и усилителя приятных ощущений. До начала полового созревания малые губы не развиты, их размеры малы, девочки могут не догадываться об их существовании. С началом пубертатного периода под воздействием эстрогена (женского полового гормона) начинается процесс возрастной перестройки организма. Малые половые губы постепенно увеличиваются, их цвет также может меняться с более светлого на более насыщенный и тёмный.
Процесс увеличения малых губ у разных девочек протекает неодинаково: у одних они растут очень медленно и незначительно, у других — заметно и быстро. У взрослых девушек наблюдаются уже хорошо заметные естественные различия во внешнем виде малых половых губ, что напоминает индивидуальные различия форм и размеров сформированной женской груди. У части взрослых женщин малые губы могут оставаться развитыми незначительно, у других внутренние губы приобретают вид широких лепестков причудливой формы и становятся хорошо видны между наружными.
Вследствие этого многие девочки проявляют повышенное внимание именно к малым половым губам — пробуют их трогать, исследуют пальцами и т. д. Итогом экспериментов нередко становится появление приятных ощущений. Попытки играть с малыми губами, исследование их эластичности и чувствительности приводит к мастурбации. Девочки обнаруживают, что можно испытывать приятные ощущения, растягивая малые половые губы пальцами, массируя их, потирая или слегка сдавливая. Тот же эффект даёт медленное перекатывание или пропускание их между пальцами. Многих возбуждает также покручивание или подёргивание малых губ пальцами, «надевание» их на пальцы и т. д. Бытует заблуждение о том, что, якобы, губы увеличиваются от мастурбации. Это не так. Как раз наоборот: девочки с развитыми и хорошо оформленными малыми губами чаще и легче открывают для себя мастурбацию в ходе экспериментов с половыми органами.
Малые губы никогда не увеличиваются от мастурбации. Более того, даже современные клиники не имеют в своём арсенале эффективных способов их увеличения и не могут ничего предложить заинтересованным клиенткам.
Досужие домыслы появляются обычно из-за того, что период формирования женских интимных органов совпадает по срокам с пиком подростковой мастурбации. Отметим: у девушек, которые не пробовали или не умеют мастурбировать, размер половых губ никак не отличается от размеров у девушек с опытом многолетней мастурбации. По современным данным, мастурбация не вредна. Она приносит очевидную пользу. Самоудовлетворение снимает нервное напряжение, регулирует гормональный фон, улучшает кровообращение, компенсирует дефицит физических упражнений, повышает в целом тонус всего организма. Стимуляция малых губ является адаптивной, так как воспроизводит стимулы, которые женщины испытывают во время секса: она улучшает кровоснабжение губ, повышает их чувствительность, эластичность и способность к набуханию.
По современным данным, главной эрогенной зоной свыше 50 % женщин называют клитор, около 30 % женщин считают таковой влагалище. Примерно 20 % женщин называют главной эрогенной зоной половые губы.

### Растягивание малых половых губ
У женщин некоторых народностей (к примеру, готтентотки, бушменки) малые половые губы могут быть растянуты и свешиваться до 20 см, образуя так называемый «передник».
8 мая 2008 года группа гинекологов и сексологов из канадского Университета Лаваля вылетела в Руанду. Цель — выяснить механизмы, обеспечивающие почти 100 % отсутствие аноргазмии у местных женщин. Ранее здесь же вели исследования учёные из Нидерландов. В Руанде женщины практикуют искусственное растяжение и вытягивание малых половых губ с целью их удлинения. Учёные Мариан Костер и Лиза Прайс из Нидерландов подчёркивают, что руандийские женщины оценивают свой опыт удлинения губ как весьма позитивный, оказывающий положительное влияние на их сексуальное наслаждение и доставляющий удовольствие партнёру. Местные женщины с детского возраста обучают своих дочерей массировать и энергично оттягивать вверх малые губы. Для усиления их эластичности женщины используют местные лекарственные растения, обладающие антибактериальным эффектом. Нидерландские учёные направили во Всемирную организацию здравоохранения (ВОЗ) письменные рекомендации данную практику отнести к числу позитивных, в отличие от многих других практик.
Параллельно канадские учёные из Университета Лаваля выдвинули гипотезу, согласно которой отсутствие аноргазмии у руандийских женщин объясняется тем, что в малых губах находятся нервные пучки, которые в растянутом, распрямленном состоянии стимулируют нервные окончания в верхней трети влагалищной трубки. Именно это, по гипотезе канадских учёных, даёт возможность лёгкого достижения оргазма. В случае, если гипотеза найдёт подтверждение, возможно появление простых и эффективных рекомендаций для женщин, желающих избавиться от аноргазмии. Возможно, эффективным средством является регулярное выполнение несложных упражнений: достаточно пальцами разминать и с некоторым усилием потягивать малые половые губы вверх.

## Патологические состояния
В детском возрасте при гормональном дисбалансе или по другим причинам могут наблюдаться выраженные в той или иной степени сращения — синехии малых, а иногда и больших половых губ. Они могут быть самопроходящими с возрастом, но могут требовать лечения, если закрывают наружное отверстие мочеиспускательного канала и нарушают отток мочи, что может привести к развитию инфекций мочевыделительных путей (уретрит, цистит и далее) и половых органов (вульвит, вульвовагинит), что возможно и при закрытии синехиями наружного отверстия влагалища, мешающем выходу из него естественных выделений.

### Гипертрофия малых половых губ. Лабиопластика
У некоторых женщин малые половые губы имеют длину намного больше наружных, больших половых губ, и такое состояние может быть обозначено как гипертрофия малых губ. Некоторые женщины прибегают к хирургическому уменьшению малых половых губ вплоть до их полного удаления. Пластические операции на половых губах называются лабиопластика. Они могут включать уменьшение вплоть до полного удаления крайней плоти (капюшона) клитора для большей стимуляции при половом акте головки клитора.